# 張祥麟 (光緒進士)
張祥麟（1853年—1903年），一作張祥齡，字子馥，四川省成都府漢州人，清朝政治人物、同進士出身。
光緒二十年（1894年），参加光緒甲午科殿試，登進士三甲17名。同年五月，改翰林院庶吉士。光緒二十一年四月，散館，著以知县即用。